# Johannes Rhenanus
Johannes Rhenanus (* etwa 1528 in Melsungen; † 29. April 1589 in Allendorf in den Sooden; eigentlich Johann Rheinlandt) war ein deutscher Salinist, Theologe, Alchemist, Drucker und Autor.

## Leben

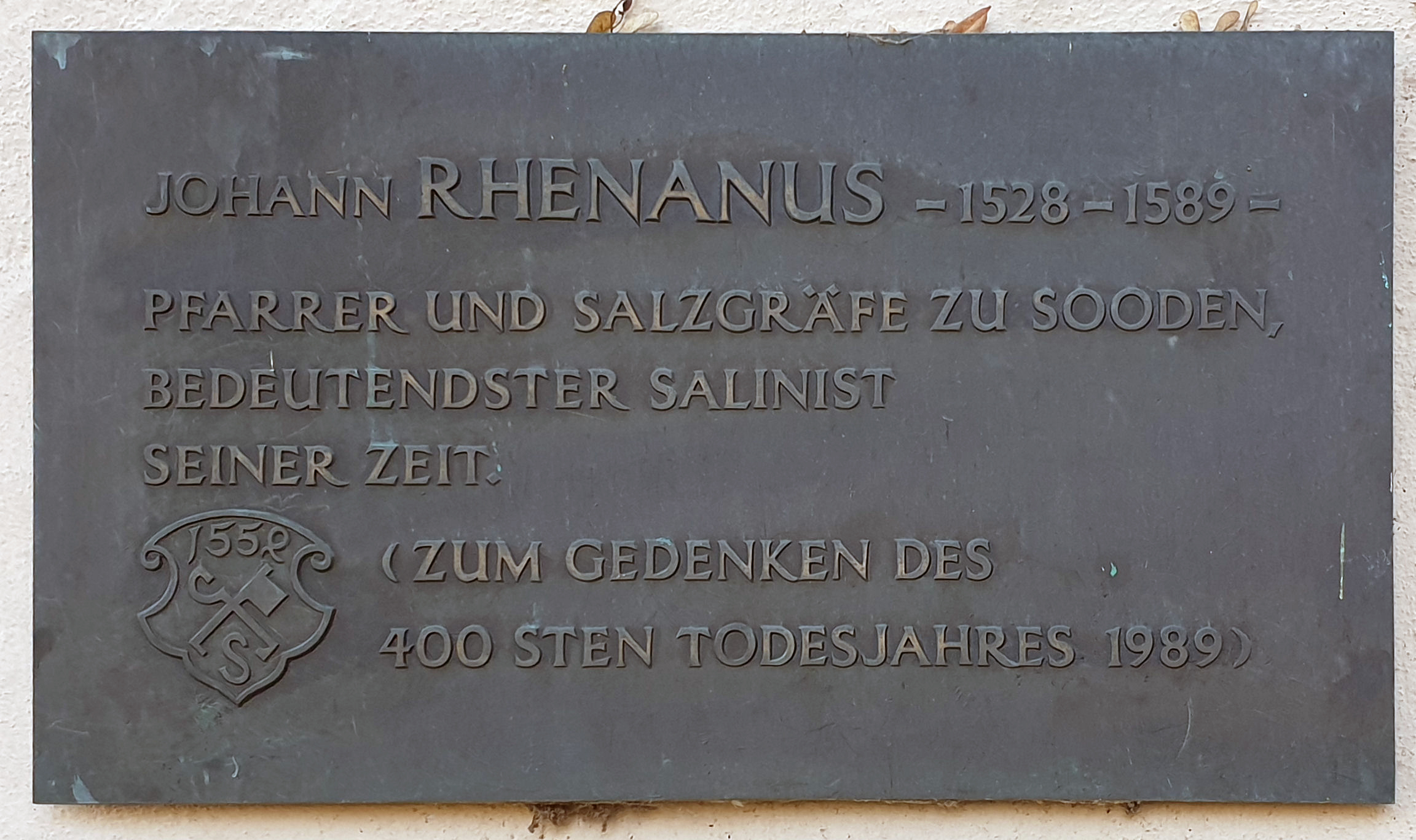
Gedenktafel im Kurpark von Bad Sooden-Allendorf

Johannes Rhenanus studierte ab 1548 Theologie in Marburg, 1553 wurde er durch Adam Krafft, den Reformator Hessens, ordiniert. In den Jahren 1553 und 1554 war er zunächst als Zweitpfarrer seiner Heimatstadt tätig, zu Pfingsten 1555 versetzte ihn Landgraf Philipp I. nach Allendorf in den Soden. Mittlerweile nannte er sich nicht mehr Rheinlandt, sondern latinisierte seinen Namen (ganz nach der Sitte damaliger Gelehrter) in Johannes Rhenanus.
1566 heiratete er Catharina Braun († 1586), die Tochter des Melsunger Rentschreibers Jost Braun, mit der er fünf Kinder zeugte. In zweiter Ehe war er mit Catharina Schott, geb. von Löwenstein, verheiratet.
Er sollte nicht mit Johannes Rhenanus, seinem Enkel, verwechselt werden, der Arzt beim Landgrafen Moritz von Hessen-Kassel war, 1610 in Marburg bei Johannes Hartmann promoviert wurde und im 17. Jahrhundert Autor und Herausgeber alchemistischer Texte war. Er war der Sohn von Dr. Martin Rhenanus und war in Kassel geboren.

### Wirken als Salinist
Obwohl sein neuer Dienstort Allendorf in den Soden bereits mehrere hundert Jahre lang von der Salzgewinnung lebte, das aus dortigen Solequellen gesiedet wurde, steckte die Saline jedoch in einer Krise. Obwohl immer mehr Salz benötigt wurde, ließ sich die Produktion nicht einfach steigern, da die Siedehütten in einem schlechten Zustand und die Wälder, die das Feuerholz lieferten, verwüstet waren. Auf der anderen Seite hatte die Pfännerschaft Interesse daran, die ohnehin hohen Salzpreise noch weiter in die Höhe zu treiben, und deshalb eine neue Soleader verheimlicht. Auch sie standen durch Uneinigkeit notwendigen Modernisierungen im Weg. Um die Lage zu verbessern, ließ Philipp I. dort 43 neue Siedehütten mit je einer Pfanne bauen, die nun 42 Pfannen der Pfännerschaft gegenüberstanden. Weil sich die Zusammenarbeit zwischen staatlichen und privaten Siedehütten als schwierig gestaltete und eine einheitliche Festsetzung der Salzpreise unmöglich war, pachtete Philipp I. im Jahr 1540 per Edikt auch die Pfannen der Pfänner und deren Wald. Unter landgräflicher Aufsicht warf die Saline nach wenigen Jahren wieder Gewinn ab.
In Rhenanus fand Philipp I. nun einen fähigen Mann, um die Saline weiter zu fördern und neue Produktionsmethoden einzuführen. 1559 ernannte er ihn zum Salzgreben und betraute ihn gegen den Widerstand der Pfännerschaft zunächst mit der Aufsicht über die wichtige Holzwirtschaft. Im Jahre 1561 erhielt er auch die Mitaufsicht über das Salzwerk, um die veraltetem Arbeitsweisen mit Nachdruck zu verbessern. Rhenanus wurde eine eigene Siedehütte zum Experimentieren eingerichtet, in der er 140 Pfannen Salz pro Jahr sieden konnte, während in den Hütten mit herkömmlicher Produktionsmethode in der gleichen Zeit nur 90 bis 95 Pfannen schafften.

### Die Salzbibel
Bereits Philipp I. hatte die Idee dazu, aber erst sein Nachfolger, Landgraf Wilhelm IV., befahl Rhenanus, seine Kenntnisse über die Salzgewinnung niederzuschreiben. Der Landgraf musste allerdings Rhenanus und dessen Ko-Autor und Mitsalzgreben Christoph Homberg ermahnen, die Arbeiten daran nicht zugunsten von Ausschweifungen aufzugeben: „Dann, wen Du und der Pfarherr soltet abgehen, wie Ir dan beide Saufens halben auch nitt wenig krenket und ewer Leben schwecht, so wehr itzo kein Mensch nicht mehr, der des Saltzwercks Ankunft oder Gelegenheit wüste.“ Nichtsdestoweniger schickte der Landgraf gelegentlich ein Weinfass aus dem Hofkeller nach Soden.
Nach knapp 20-jähriger Arbeit war das New Saltzbuch (heute „Salzbibel“ genannt) fertig. Das Werk umfasst 2000 Seiten in fünf Büchern, mit vier Anhängen und einige Miszellen. Das Original befindet sich in der Bibliothek des Bergamtes in Clausthal-Zellerfeld, eine zeitgenössische Abschrift in der Bibliothek der Universität Kassel. Auch im Salzmuseum in Bad Sooden-Allendorf ist eine Abschrift ausgestellt.

### Einführung der Braunkohle
Um das Problem der Energieknappheit nach der Abholzung der Wälder in der Umgebung zu lösen, experimentierte Rhenanus ab 1563 mit Braunkohle, die wenige Jahre zuvor auf dem nahen Meißner entdeckt worden war. Höhere Flammentemperaturen konnte er nutzen, als er die Siedepfannen, die bislang über offenem Feuer gehangen hatten, nun auf einen Rost auf Backsteinen setzte. 1575 erlaubte ihm Wilhelm IV., einen Stollen in den Schwalbental genannten Hang des Hohen Meißners zu treiben, um die Kohlevorkommen weiter zu erforschen. Finanziert aus den Erlösen der Saline Soden, entstand dort Deutschlands erstes Braunkohlebergwerk.
Trotz erster Erfolge mit der Braunkohlefeuerung war Rhenanus nicht zufrieden. Die Braunkohle brannte schlechter als die Holzkohle, deren Technologie besser bekannt war, so dass Wilhelm IV. auf Beschwerden der Pfännerschaft reagierte und Rhenanus mit Gehaltskürzungen drohte. Dieser war jedoch so von seinen Ideen überzeugt, dass er dem Landgrafen antwortete, er werde für die weiteren Experimente selbst aufkommen. In der Tat gelang es ihm, die Brenntemperatur der Kohle weiter zu erhöhen, indem er einen Kamin auf seinen Herd setzte. Diese Erfindung ging als "Allendorfer Windofen" in die Geschichte ein. Zusätzlich nutzte er die Hitze der Abgase im Schornstein dazu, das Salz zu trocknen, das zur Verhinderung von Gewichtsverfälschungen nur in trockenem Zustand verkauft werden durfte. Durch die Kohlefeuerung stieg die Produktionsleistung der Saline in kurzer Zeit um mehr als 20 % und bald begannen auch andere Salinen damit, ihre Pfannen mit Kohle zu befeuern.

### Verbesserung der Rosskunst
Seit 1560 arbeitete Rhenanus auch an der Verbesserung der Rosskunst, der Technik, mit der die Sole aus der Erde gefördert wurde. Er erkannte die Mängel des Göpelwerks, einer Förderanlage, die von zwei Pferden angetrieben wurde, und entwickelte ein eigenes Pumpwerk, das auch an anderen Orten noch jahrhundertelang im Gebrauch war.

### Weitere Forschungen
Nach den Erfolgen in Soden versuchte man auch in anderen Industriezweigen, beispielsweise in Glashütten, die Braunkohlefeuerung einzuführen. Dies war jedoch nur mit entschwefelter Kohle möglich. So war Rhenanus auch bei der Entwicklung der Verkokung von Braunkohle beteiligt. Damit war auch das Brennen von Kalk und das Schmelzen von Kupfer möglich. Auch andere energieaufwändige Industrien konnten jetzt auf Braunkohlefeuerung umgestellt werden. Durch den Ersatz von nachwachsenden durch fossile Energieträger nahm Rhenanus ein Element der industriellen Revolution voraus.
Als Spezialist für Technologie genoss er solchen Ruf, dass er von auswärtigen Fürsten um Gutachten gebeten wurde. Ab 1567 machte er zahlreiche Reisen, unter anderem nach Braunschweig, Lüneburg, Thüringen und Sachsen. 1584 gestattete ihm sein Landesherr eine mehrmonatige Reise nach Pommern, wo er eine neue Salzader untersuchen sollte. Er besichtigte zahlreiche Salinen, Eisenerzhütten und Hammerwerke, und verfasste auch eine Reisebeschreibung, die sich erhalten hat.

### Drucker in Marburg
In begrenztem Umfang ist Rhenanus auch als Drucker hervorgetreten. Die VD16-Datenbank verzeichnet zwei Hochzeitsgedichte, die er 1553 in Marburg druckte.

### Krankheit, Tod und Nachkommen
Nachdem Rhenanus 1589 schwer erkrankt war, schickte er ein leeres Weinfass an Wilhelm IV. und bat, man möge ihm dieses mit dem guten Tröpfchen aus dem Hofkeller füllen – es werde wohl der letzte Wein sein, den er trinken würde. Kurz darauf starb er und wurde in der St. Marien-Kirche zu Sooden begraben.
Rhenanus hinterließ Schulden von 993 Gulden, was drei Jahresgehältern entsprach. Der Landgraf zeigte sich großzügig und beglich die Außenstände. Rhenanus’ Sohn Martin wurde Doktor der Medizin und praktizierte als solcher in der Nachbarstadt Eschwege. Sein gleichnamiger Enkel, Johannes Rhenanus, wie sein Großvater auch ein Alchemist, wurde Leibarzt des Landgrafen Moritz des Gelehrten.

## Nachleben
In Bad Sooden-Allendorf gibt es nicht nur eine Rhenanus-Schule, sondern auch einen Rhenanusplatz, eine Rhenanus-Klinik und das Rhenanushaus (Gemeindehaus der evangelischen Gemeinde St. Marien). Alljährlich zum Brunnenfest wird Rhenanus von einem entsprechend kostümierten Pfarrer neben dem Bürgermeister, der den Landgrafen darstellt, verkörpert.
Ein Porträt von Rhenanus ist bislang nicht bekannt geworden.